# Auguste Manche

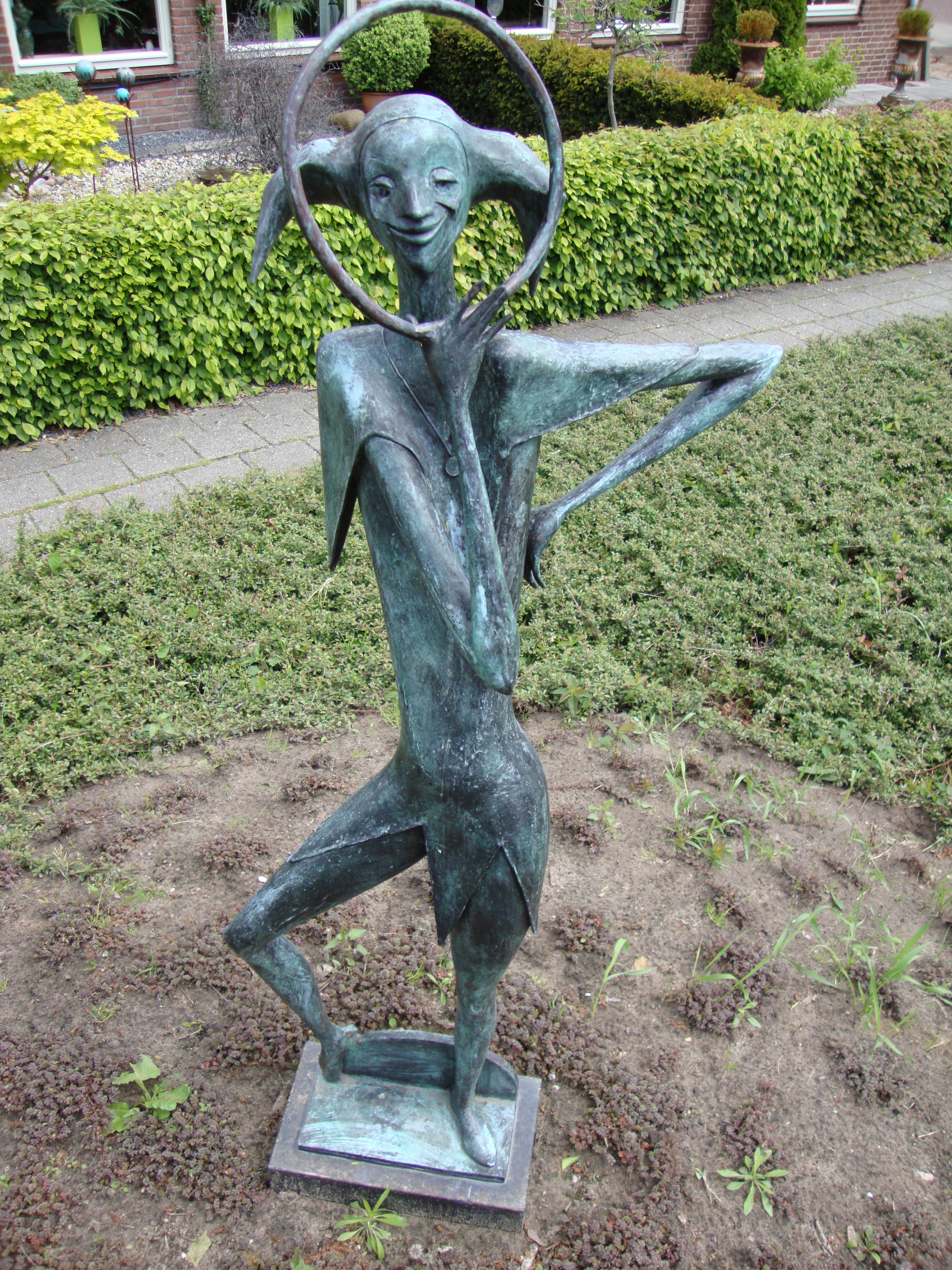
Tijl Uilenspiegel, Alverna (1994)

August Adrianus Marie (Auguste) Manche ('s-Hertogenbosch, 29 november 1916 – Kapfenstein, 3 augustus 2000) was een Nederlands beeldhouwer. Hij wordt ook vermeld als Guus Manche.

## Leven en werk
Auguste Manche was een zoon van huisschilder Louis Emile Manche sr. (1886-1973) en Adriana Maria van Nispen (1887-1978) en een jongere broer van de beeldhouwer Lou Manche. Manche was in zijn jonge jaren actief met schilderen in de werkplaats van zijn vader en bewerkte keien en mergel tot figuren. Hij kreeg vanaf zijn 18e tekenlessen aan de ambachtsschool. In de tweede helft van de jaren dertig bezocht hij korte tijd de Antwerpse Academie en kreeg hij les van Gijs Jacobs van den Hof aan de Arnhemse academie van het Genootschap Kunstoefening. Hij rondde beide opleidingen niet af en was als beeldhouwer grotendeels autodidact.
Oorlogsjaren
Tijdens de studie in Antwerpen had Manche zich aangesloten bij het Verbond van Dietsche Nationaal Solidaristen. Terug in Nederland werden hij en een aantal familieleden lid van de NSB. Auguste en zijn jongere broer Gérard werden resp. Sturmmann en Rottenführer bij de SS en vochten beiden aan het Oostfront, waar Gérard sneuvelde. Broer Lou ontwierp affiches voor het nationaalsocialistisch Departement van Volksvoorlichting en Kunsten (DVK) en was van 1940 tot 1944 commandant van de Weerbaarheidsafdeling in Nijmegen. Auguste trouwde tijdens een verlof in 1943 in Nijmegen met Petra Bartelds, het huwelijk werd voltrokken door NSB-burgemeester Marius van Lokhorst. Hij maakte in datzelfde jaar een naambord voor het kantoor van de DVK in Den Haag. Lou werd na de Tweede Wereldoorlog geïnterneerd, of dat ook met Auguste gebeurde is niet duidelijk. Door zijn deelname aan 'vreemde krijgsdienst' zal hij automatisch zijn Nederlanderschap hebben verloren.
Vanaf 1947 bouwde Manche een carrière op als beeldhouwer in Arnhem. Hij maakte onder meer mensfiguren en christelijk-religieus werk voor katholieke scholen en kerken. Voorbeelden daarvan zijn het kruisbeeld, Mariabeeld en de kruisweg die hij belangeloos maakte voor de De Rijnkant, een kelderkerkje in Arnhem (1955) en de bronzen kruisweg die hij maakte voor de Sint-Walburgiskerk (1959). Hij gaf les aan onder anderen Marga Carlier, Gerry Dobbelaer, Rien Prinsen en Tineke Willemse-Steen.
In de jaren negentig verhuisde Auguste Manche met zijn vrouw naar het Oostenrijkse Kapfenstein. Hij overleed er in 2000, op 83-jarige leeftijd. 

## Werken (selectie)
- ca. 1937: ontwerp van een crucifix die werd tot in de jaren 50 werd verkocht door de Firma weduwe J.R. van Rossum te Utrecht.
- 1943: naambord voor het Departement van Volksvoorlichting en Kunsten in Den Haag
- ca. 1946 grafsteen voor Henk Ruijter, secretaris van de Aartsdiocesane Boeren- en Tuinders Bond, op begraafplaats Moscowa, Arnhem. Op de grafsteen staat de heilige Isidorus, naar voorbeeld van de steen werd vanaf 1947 een Isidorustegel verspreid onder ABTB-leden.[8]
- 1950: Mariabeeld voor de kapel van de St. Nicolaasstichting in Denekamp
- 1952: reliëf voor de Boerenleenbank in Someren.
- 1953: gevelreliëf voor de St. Isidoruskapel op 'Ons Erf' in Berg en Dal.
- 1954: Maria, Middelares van alle genade, sgrafitto voor de R.K.-landbouwhuishoudschool in Elst.
- 1954: Sint Anthonius, beeld voor de Sint-Antonius van Paduakerk in Ede.
- 1954: beeld van een zittende Tijl Uilenspiegel, voor een school in Borculo. Later verplaatst naar nabij het gemeentehuis, huidige verblijfplaats onbekend.
- 1955: kruisbeeld voor het hoofdaltaar, een beeldje van Maria, Middelares van alle genade, en een kruisweg voor het ondergronds kerkje De Rijnkant aan de Ridderstaat in Arnhem.
- 1955: gevelreliëf voor de R.K.-huishoudschool in Klazienaveen.
- 1956: Madonna met kind voor het R.K.-ziekenhuis in Almelo.
- 1957: mozaïekreliëf voor de huishoudschool in Coevorden.
- 1957: De barmhartige Samaritaan, gevelreliëf boven entree van appartementencomplex aan de Luttenbergstraat in Zwolle. Oorspronkelijk geplaatst aan de gevel van een zusterflat op dezelfde locatie.[9]
- 1957-1958: Decoratieve versieringen en een aantal muurplastieken voor bioscoop Scala aan de Burchtstraat in Nijmegen. Een plastiek van Pierrot is herplaatst bij het Kandinsky College.[10]
- 1959: Vier seizoenen, Hertogstraat in Eindhoven.
- 1959: kruisweg voor de Sint-Walburgiskerk in Arnhem. De 14 bronzen tableaus werden gegoten door de firma Joost in Arnhem.
- 1960: Ballend meisje, 's-Heerenberg
- 1963: Lentebode, gevelreliëf, Venray. Een geschenk van de bevolking aan de Belgische Zusters van Liefde, ter gelegenheid van het 50-jarig bestaan van hun psychiatrische instelling voor vrouwen in 1961.
- 1964: beeld voor het hoofdkantoor van de Provinciale Noord-Brabantse Electriciteits Maatschappij (PNEM) in Den Bosch, ter gelegenheid van het 50-jarig bestaan.
- 1965: ontwerp st. Walburgisfontein voor Arnhem
- 1966: Man en vrouw wijzend naar de zon, staat sinds 2009 in park West, Emmeloord.[7]
- 1966: Bremer stadsmuzikanten, gevelreliëf aan de Zwanebloemlaan in Arnhem.
- 1969: Vier duiven, beeldje in het gemeentehuis van Druten. De duiven symboliseren de dorpen Druten, Afferden, Puiflijk en Deest.[11]
- 1970: Teken, kruisbeeld op begraafplaats Moscowa, Arnhem.
- 1979: De wilde man in Huissen, geplaatst ter herinnering aan het beleg en ontzet van Huissen.
- 19??: Meisje met tamboerijn, Paganinistraat, Zevenaar.
- 19??: Turner, Beethovenlaan, Zevenaar.
- 1994: Beeld van Tijl Uilenspiegel met spiegel, Heumenseweg, Alverna. In 1959 maakte Manche een eerste Tijl voor de katholieke jongensschool, die tien jaar later werd gestolen. Hij maakte in 1994 een nieuwe versie.

## Afbeeldingen

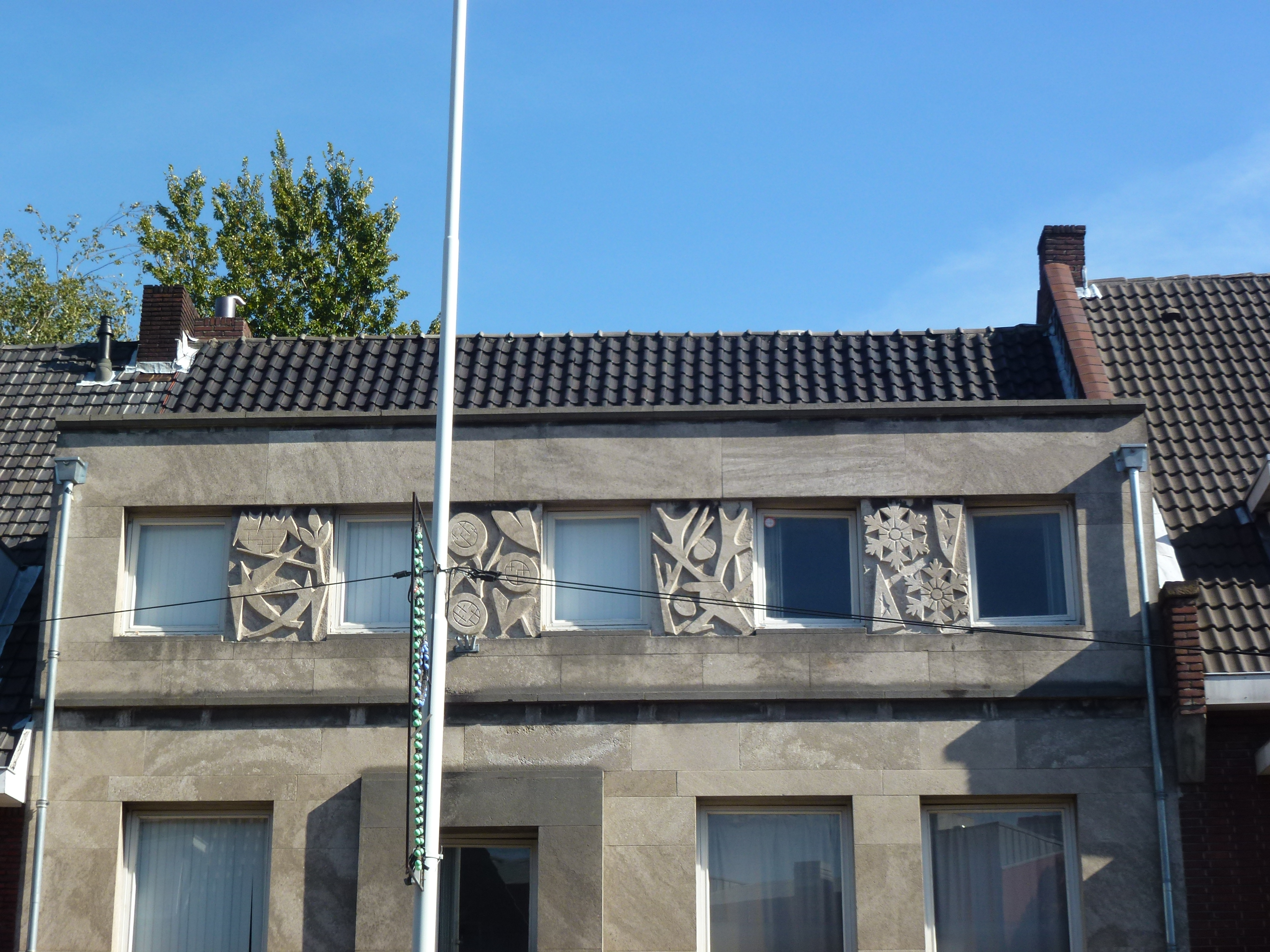
Vier seizoenen (1959), Eindhoven
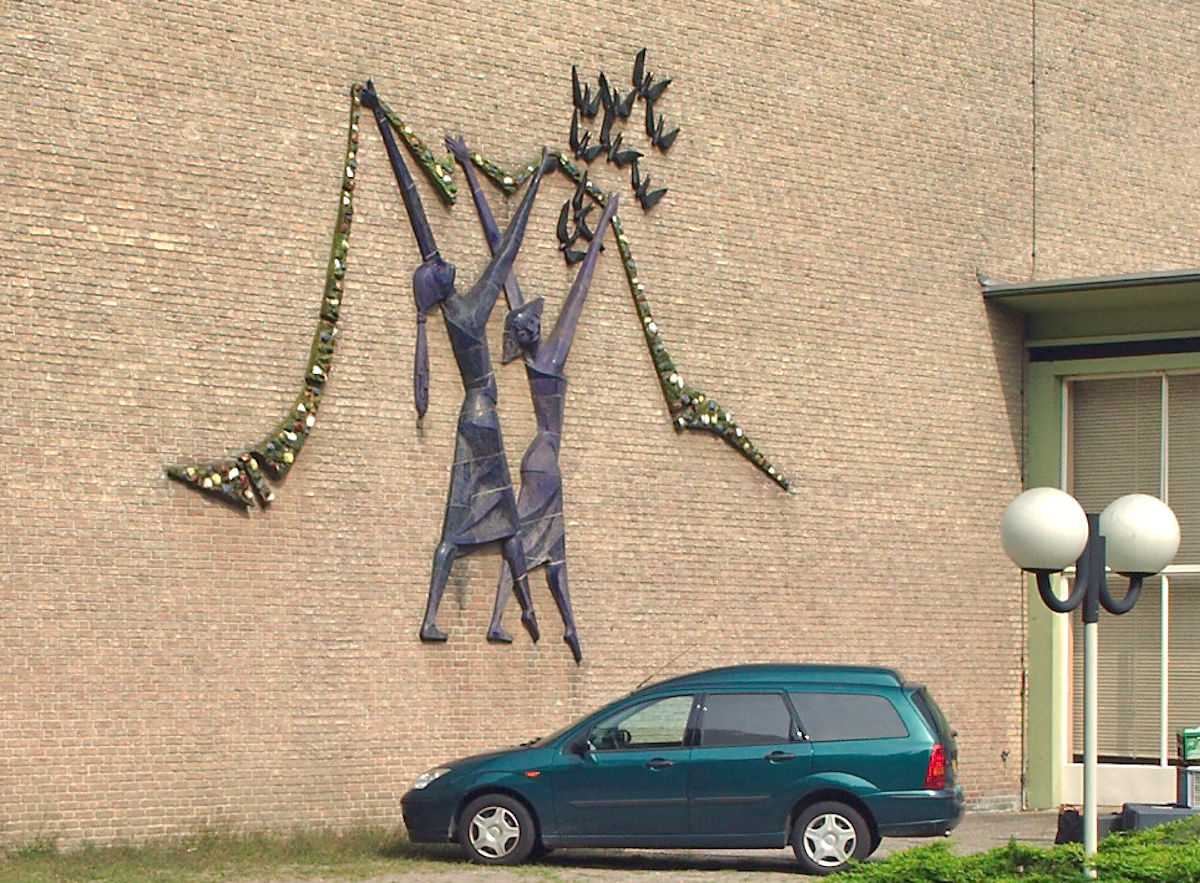
Lentebode (1963), Venray
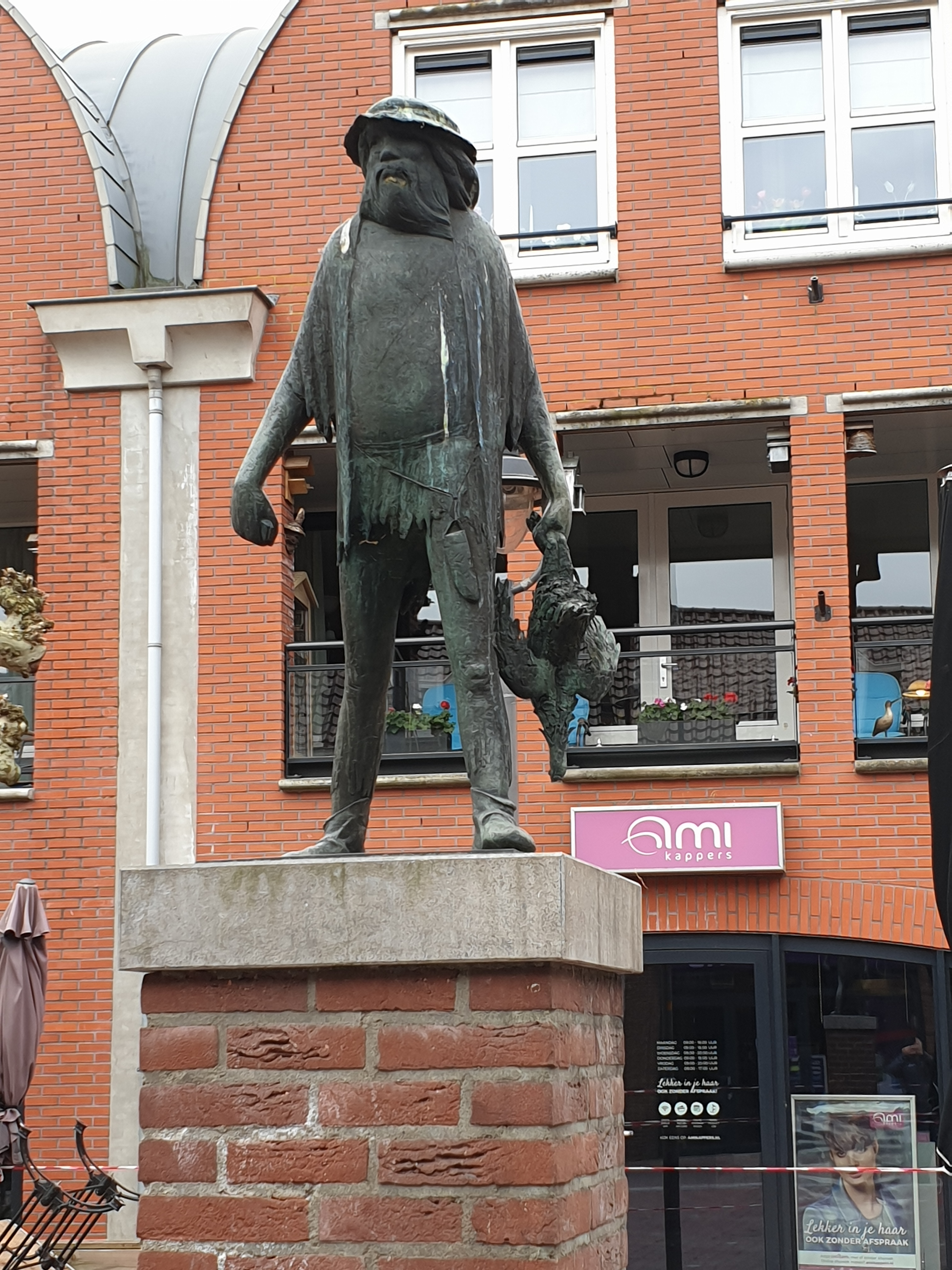
Wildeman (1979), Huissen

- RKD-Nederlands Instituut voor Kunstgeschiedenis: 52239